# Åsberget

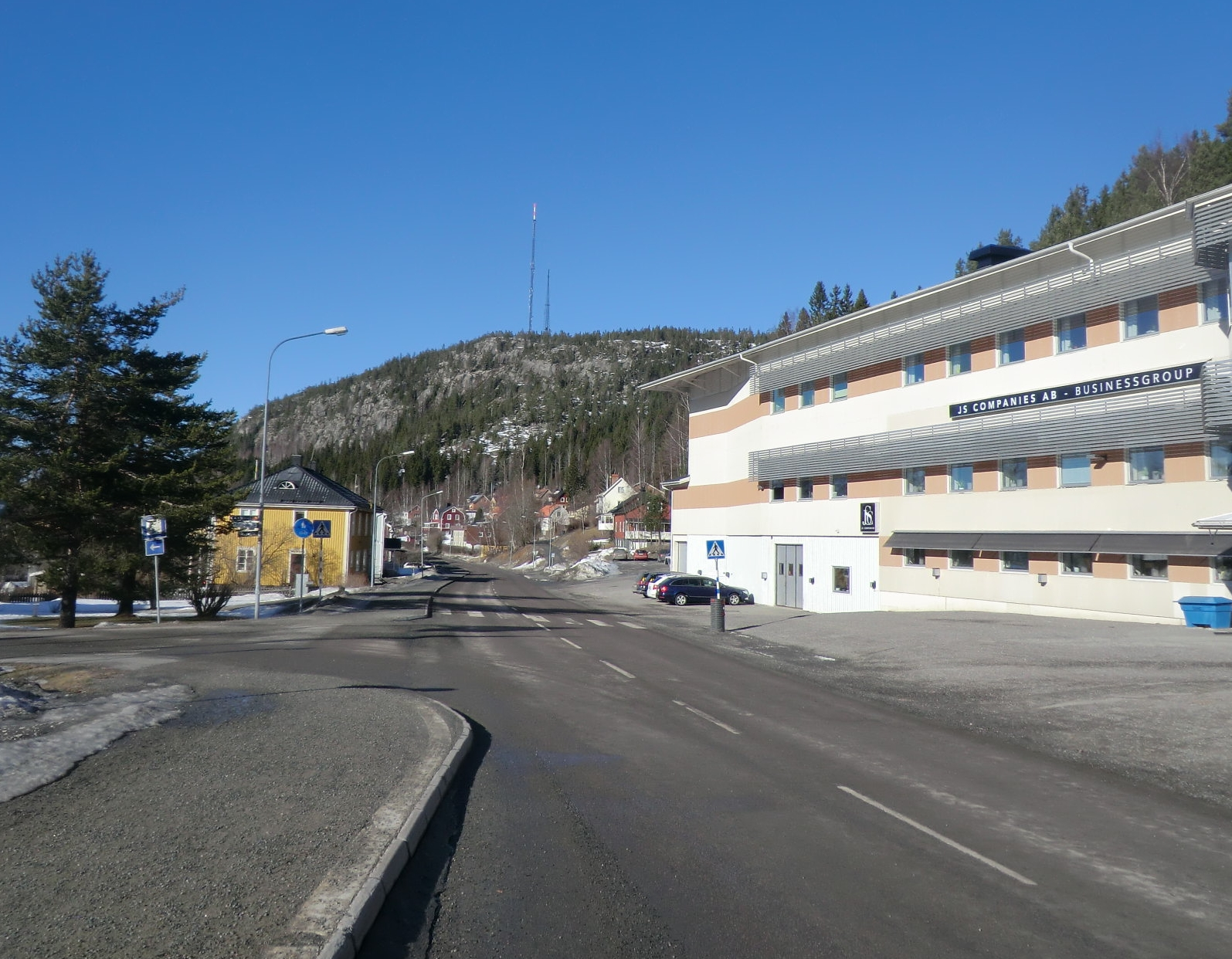
Åsberget betraktas från närsamhället Ås, sydost om berget.

För Åsberget vid Siljan i Dalarna, se Åsberget, Dalarna.
Åsberget är ett berg i Ångermanland strax väster om Örnsköldsvik.
Berget, som är ett av Örnsköldsviks stadsberg, är 217 meter högt över havet och ligger nordväst om Varvsberget. På Åsbergets topp har Teracom två master. En äldre mast som är ca 100m hög och strax intill den ca 170m höga masten för TV-sändningarna över Örnsköldsviksområdet. Förr var toppen plats för en vårdkase. Åsberget har en mycket brant sydsida som ses från väg E4. Genom Åsberget går Åsbergstunneln, en järnvägstunnel som tidigare endast användes för industritransporter, och som nu byggts om för Botniabanan. Planer finns för att bygga ännu en tunnel för biltrafik som ska leda väg E4 förbi Örnsköldsvik. 
Åsbeget är också ett populärt friluftsområde för strövtåg. Här finns Gula Leden som är en ca: 6 kilometer lång vandringsled från stadens ytterkant till toppen intill TV-masten. Leden passerar flera rastplatser med utsikt och här finns många spår efter inlandsisen, som rullstensåsar, jättegrytor och flyttblock. En mindre grotta, Frejas Sal, som bildats av ett flyttblock finns här. Vid toppen finns en startplats för hängflygning. Från Åsbergets topp har man utsikt över Örnsköldsvik, Veckefjärden, Veckefjärdens golfbana, Själevadsfjärden och Själevads kyrka.
Från Lillbacke i väster finns en bilväg till toppen. Den är dock inte öppen för allmän trafik den sista kilometern.